# Beqakafra
Beqakafra (en árabe: بقاع كفرا‎) es un pueblo libanés localizado en el Distrito de  Bisharri en la gobernación de Líbano Del norte. Beqakafra está localizado frente al pueblo de Bisharri atravesando el Valle de Qadisha. Es la ciudad de nacimiento  del Santo Chárbel. Beqakafra tiene una altitud que varía de 1500 msm a 1800msm en su punto más alto, haciéndolo oficialmente el pueblo más alto en Líbano y uno de los más altos en Oriente Medio.

## Etimología
El nombre Beqakafra  proviene del idioma siríaco y significa "Sitio plano" y el pueblo que tiene un consejo municipal.

## Clima
Beqakafra  Tiene un clima mediterráneo con veranos tibios, secos y frío, inviernos nevados. Es frío en invierno por dos razones: su ubicación al Norte del Líbano, y su elevada altitud. Las temperaturas medias en invierno están alrededor de 0 °C y pueden alcanzar entre -10 °C y -20 °C. Las temperaturas medias en verano están alrededor de 21 °C, pero  pueden alcanzar entre 28 °C y 30 °C en los meses de julio y agosto, descendiendo tanto como 6 °C por la noche. La nieve en invierno suele acumular hasta 3 metros y ocasionalmente más.

## Pueblo libanés más alto
Los residentes de Beqakafra lo consideran el pueblo más alto en Líbano y el Oriente Medio, porque alcanza 1650 msm en promedio. Muchas enciclopedias también señalan a Beqakafra como el pueblo libanés más alto. El pueblo de Ainata alcanza en promedio los 1620 msm, y tiene una población de 1100 habitantes. Hay también dos poblaciones alejadas Tfail en el Distrito de Baalbek a 1660 msm, y Souaki en el Distrito de Minieh-Deniehen a 1670 msm; pero poblaciones son muy pequeñas y el pueblo de Souaki es muy raramente mencionado en referencias; por lo que se puede decir también que las poblaciones de Ainata y Bekaa Kafra son los dos pueblos más altos en Líbano y el Oriente Medio. 